# 按日本鐵路公司分類的列車類別列表
按日本鐵路公司分類的列車類別列表，為按日本各鐵路公司分類，列出正在運行的列車類別，並以停車站由多至少排列。

## 備註
- 列車類別只行走的部分路線。
- 如設有※，即代表除車票外還要支付特別費用。
- 如設有＊，即代表該類別部分車輛或座位，又或部分區間需支付特別費用（但是，JR的綠色車廂除外）。

## JR集團

### 基本的列車類別
JR集團中，基本會使用以下類別。
- ※特急[注釋 1]>※急行[注釋 2]>快速>普通（各站停車）

### 快速、普通列車中衍生的類別與其行走範圍
以下將會列出在不同路線範圍中，快速、普通列車衍生的列車類別。

#### 北海道旅客鐵道（JR北海道）
北海道旅客鐵道設有2系統。
- 函館本線、千歲線：※Home Liner、＊快速「機場」、快速「二世谷快車」>區間快速「石狩快車」>普通
- 石北本線：特別快速「北見」>普通

#### 東日本旅客鐵道（JR東日本）
東日本旅客鐵道設有12系統。
- 仙石東北線：特別快速>快速（赤）[注釋 3]>快速（綠）[注釋 3]
- 宇都宮線（東北本線）：通勤快速、快速「Rabbit」（包含直通至上野東京線）、湘南新宿線直通快速>普通（包含直通至上野東京線）
- 京葉線：通勤快速>快速>各站停車
- 埼京線：通勤快速>快速>各站停車
- 湘南新宿線：特別快速>快速>普通
- 常磐線：特別快速（直通至上野東京線）>普通列車（中距離電車：取手站 - 上野站 - 品川站之間快速，包含直通至上野東京線）・快速電車（近距離電車、包含直通至上野東京線）>各站停車
- 總武本線：通勤快速>快速>各站停車、普通
- 高崎線：通勤快速>快速「Urban」（包含直通至上野東京線）>湘南新宿線特別快速>湘南新宿線快速、普通（包含直通至上野東京線）
- 中央本線、青梅線：通勤特快>中央特快、青梅特快、特別快速「假日快速奧多摩號」、「假日快速秋川號」>通勤快速>快速>各站停車、普通
- 東海道本線：※湘南Liner、早安Liner新宿、Home Liner小田原>通勤快速>快速「ACTY」（包含直通至上野東京線）、湘南新宿線特別快速>普通（包含直通至上野東京線）、湘南新宿線快速
- 內房線：總武線通勤快速、總武線快速>京葉線通勤快速、京葉線快速、普通（包含在京葉線內各站停車）
- 外房線：總武線通勤快速、總武線快速、京葉線通勤快速>京葉線快速・普通（包含在京葉線內各站停車）

#### 東海旅客鐵道（JR東海）
東海旅客鐵道設有3系統。
- 東海道線、武豐線：※Home Liner>特別快速>新快速>快速>區間快速>普通
- 中央線：※Home Liner>快速>普通
- 關西線、紀勢線、參宮線：＊快速「三重」[注釋 4]>快速>區間快速>普通

#### 西日本旅客鐵道（JR西日本）
西日本旅客鐵道設有10系統。
- 大阪環狀線：關空快速／紀州路快速、B快速、大和路快速>區間快速、直通快速、普通[1]
- 琵琶湖線（北陸本線、東海道本線）：新快速>普通[2]
- JR京都線、JR神戶線（東海道本線、山陽本線）：新快速>快速>普通[2]
- JR寶塚線（東海道本線、福知山線）：丹波路快速、快速>普通[2]
- 學研都市線（片町線）：快速>區間快速>普通[2]
- 大阪東線：直通快速>普通[3]
- 大和路線（關西本線）：大和路快速、直通快速、快速>區間快速>普通[3]
- 奈良線：都路快速>快速>區間快速>普通[3]
- 阪和線：關空快速／紀州路快速、快速>直通快速>B快速>區間快速>普通[1]
- 湖西線：新快速>快速>普通[2]

#### 九州旅客鉄道（JR九州）
九州旅客鐵道設有1系統。
- 鹿兒島本線：快速（藍色）[注釋 5]>快速（綠色）[注釋 5]>區間快速>普通

## 私鐵

### 東北地方
於東北地方運行的私鐵。

#### 津輕鐵道
津輕鐵道設有1系統。
- 準急>＊準急「暖爐列車」[注釋 6]>普通

#### 秋田內陸縱貫鐵道
秋田內陸縱貫鐵道設有1系統。
- ※急行「森吉」>快速>普通

#### 青森鐵道
青森鐵道設有1系統。
- 快速「下北」>快速>普通

#### 仙台機場鐵道
仙台機場鐵道設有1系統。
- 快速>普通

### 關東地方
於關東地方運行的私鐵。

#### 東武鐵道
東武鐵道設有2系統。
- 本線系統（日语：東武本線）：※特急（SPACIA、Revaty）「華嚴」、「鬼奴」、「Revaty會津」、「日光」、「鬼怒川」、「SPACIA鬼怒川」（「SPACIA日光」）、※特急（Revaty）「兩毛」>※特急「下野」、「湯之里」、「霧降」、「晴空塔Liner」、「都市公園」>急行>區間急行>準急>區間準急>普通[8]
- 東上線：＊TJ Liner[注釋 7]≧川越特急>快速急行>快速>急行[注釋 8]>準急>普通[9]

#### 小田急電鐵
小田急電鐵設有3系統。
- 小田原線：※特急浪漫特快>快速急行>通勤急行>急行>通勤準急>準急>各站停車
- 江之島線：※特急浪漫特快>快速急行>急行>各站停車
- 多摩線：快速急行、通勤急行・急行>各站停車

#### 京王電鐵
京王電鐵設有2系統。
- 京王線系統：＊KEIO LINER[注釋 9]>特急>準特急>急行>區間急行>快速>各站停車
- 井之頭線：急行>各站停車

#### 京成電鐵、北總鐵道
京成電鐵、北總鐵道設有3系統。
- 本線：※Skyliner>※Morning Liner、Evening Liner>快速特急>Access特急>特急>通勤特急>快速>普通
- 押上線：快速特急、Access特急、特急、通勤特急、快速>普通
- 北總線、成田機場線：※Skyliner>Acess特急>特急>急行>普通
  - 京成電鐵的正式列車類別，Skyliner會以「特別急行(A)」、特急會以「特別急行(B)」稱呼。

#### 京濱急行電鐵
京濱急行電鐵設有3系統。
- 本線：※早上、翼號（日语：京急ウィング号）>＊黃昏、翼號（日语：京急ウィング号）[注釋 10]、機場快特>＊快特[注釋 11]>特急>機場急行>普通
- 久里濱線：※早上、翼號>＊黃昏、翼號、＊快特・特急>普通
- 機場線：機場快特>快特>特急、機場急行、普通

#### 相模鐵道
相模鐵道設有2系統。
- 本線：特急>通勤特急>急行>通勤急行>快速>各站停車
- 泉野線：通勤特急>通勤急行、快速、各站停車

#### 西武鐵道
西武鐵道設有2系統。
- 池袋線：※特急「秩父」、「武藏」>※S-Train>快速急行[注釋 8]>急行>通勤急行>快速>通勤準急>準急>各站停車[注釋 12]
- 新宿線：※特急「小江戶」≧＊拜島Liner[注釋 13]>通勤急行>急行>準急>各站停車[注釋 12]

#### 東急電鐵、横濱高速鐵道
東急電鐵、横濱高速鐵道設有4系統。
- 田園都市線：＊急行[注釋 14]>準急>各站停車
- 目黑線：急行>各站停車
- 大井町線：＊急行[注釋 14]>各站停車（綠色）[注釋 15]>各站停車（藍色）[注釋 15]
- 東橫線、港未來線：※S-Train>特急[注釋 8]>通勤特急>急行>各站停車

#### 東京地下鐵
東京地下鐵設有4系統。
- 東西線：快速>通勤快速>各站停車[17]
- 千代田線：※特急浪漫特快>急行、準急、各站停車[18]
- 副都心線：※S-Train>急行[注釋 8]>通勤急行>各站停車[17][19]
- 有樂町線：※S-Train>各站停車[19]

#### 東京都交通局（都營地下鐵）
東京都交通局（都營地下鐵）設有2系統。
- 淺草線：機場快特>快特、Access特急、特急、通勤特急、Airport急行、快速、普通
- 新宿線：急行>各站停車

#### 首都圈新都市鐵道
首都圈新都市鐵道設有1系統。
- 筑波快線：快速>通勤快速[注釋 16]>區間快速>普通

#### 橫濱市交通局（橫濱市營地下鐵）
橫濱市交通局（橫濱市營地下鐵）設有1系統。
- 藍線：快速>普通[22]

#### 秩父鐵道
秩父鐵道設有1系統。
- ※SL急行「PALEO特快」（日语：パレオエクスプレス）[注釋 17]>※急行「秩父路」>各站停車

#### 關東鐵道
關東鐵道設有1系統。
- 常總線：快速>普通

#### 東京單軌電車
東京單軌電車設有1系統。
- 東京單軌電車羽田機場線：機場快速>區間快速>各站停車

### 中部地方
於中部地方運行的私鐵。

#### 北越急行
北越急行設有1系統。
- 北北線：超快速「雪兔」>快速>普通

#### 越後心跳鐵道
越後心跳鐵道設有2系統。
- 日本海翡翠線：快速>普通[27]
- 妙高躍馬線：※特急「白雪」>快速、普通[28]

#### 富山地方鐵道
富山地方鐵道設有1系統。
- ※特急>快速急行>急行>普通

#### IR石川鐵道・愛之風富山鐵道
IR石川鐵道、愛之風富山鐵道設有1系統。
- IR石川鐵道線、愛之風富山鐵道線：※愛之風Liner>普通

#### 越前鐵道
越前鐵道設有1系統。
- 急行、快速>普通

#### 福井鐵道
福井鐵道設有1系統。
- 急行>區間急行>普通

#### 富士急行
富士急行設有1系統。
- 大月線、河口湖線：※特急「富士回遊」、※富士山特急、※富士山View特急>※富士登山電車>快速>普通

#### 信濃鐵道
信濃鐵道設有1系統。
- 信濃鐵道線：信濃日出·信濃日落>※快速「六文」（日语：ろくもん）[注釋 18]>快速>普通

#### 長野電鐵
長野電鐵設有1系統。
- 長野線：※A特急>※B特急>各站停車

#### 伊豆急行
伊豆急行設有1系統。
- ※特急「踊子」「超景踴子」>普通

#### 伊豆箱根鐵道
伊豆箱根鐵道設有1系統。
- 駿豆線：特急「踊子」[注釋 19]>普通

#### 靜岡鐵道
靜岡鐵道設有1系統。
- 靜岡清水線：急行[注釋 20]>通勤急行[注釋 20]>普通

#### 大井川鐵道
大井川鐵道設有1系統。
- 大井川本線：※SL急行（日语：SL急行 (大井川鐵道)）>普通

#### 名古屋鐵道
名古屋鐵道設有8系統。
- 名古屋本線、豐川線：※μ-SKY[注釋 21]>＊快速特急[注釋 21]>＊特急[注釋 21]>快速急行>急行>準急>普通
- 常滑線、機場線：※μ-SKY[注釋 21]>＊特急[注釋 21]、快速急行>急行>準急>普通
- 河和線、知多新線：＊特急[注釋 21]>快速急行、急行、準急>普通
- 津島線、尾西線：＊特急[注釋 21]、急行、準急>普通
- 犬山線、各務原線：※μ-SKY[注釋 21]>＊快速特急[注釋 21]、＊特急[注釋 21]>快速急行>急行>準急>普通
- 廣見線：※μ-SKY[注釋 21]、＊特急[注釋 21]>普通
- 西尾線：＊特急[注釋 21]>急行>普通
- 瀨戶線：急行>準急>普通

#### 明知鐵道
明知鐵道設有1系統。
- 明知線：急行>快速[注釋 22]>普通

### 近畿地方
於近畿地方運行的私鐵。

#### 伊勢鐵道
伊勢鐵道設有1系統。
- 伊勢鐵道伊勢線：※特急「南紀」>＊快速「三重」[注釋 4]>普通

#### 近畿日本鐵道
近畿日本鐵道設有11系統。
- 大阪線：※特急（不停站特急、甲特急）[注釋 23]>※特急（乙特急）[注釋 23]>快速急行急行>急行>準急>區間準急>普通[43]
- 山田線：※特急（不停站特急、甲特急）[注釋 23]>※特急（乙特急）[注釋 23]>快速急行≧急行>普通
- 奈良線：※特急>快速急行>急行>準急>區間準急>普通[44]
- 京都線：※特急>急行>準急>普通[45]
- 橿原線：※特急>急行>普通[45]
- 天理線：※特急（臨時列車）>急行、普通[45]
- 南大阪線：※特急>快速急行（臨時列車）>急行>區間急行>準急>普通[46]
- 吉野線：※特急>快速急行（臨時列車）>急行、準急、普通[46]
- 名古屋線：※特急（不停站特急、甲特急）[注釋 23]>※特急（乙特急）[注釋 23]>急行>準急>普通[47]
- 鳥羽線：※特急（不停站特急、甲特急）、※特急（乙特急）[注釋 23]>快速急行（直通至大阪線）、急行、普通[43]
- 志摩線：※特急（不停站特急、甲特急）、※特急（乙特急）[注釋 23]>普通[43]

#### 京阪電氣鐵道
京阪電氣鐵道設有1系統 。
- 京阪線：＊快速特急「洛樂」[注釋 24]>＊特急[注釋 24]・※Liner>通勤快急、深夜急行>快速急行>急行>通勤準急>準急>區間急行>普通

#### 南海電氣鐵道、泉北高速鐵道
南海電氣鐵道、泉北高速鐵道の2系統。
- 南海線、機場線：※特急「Rapi:tα」>※特急「Rapi:tβ」・＊特急「南方」、特急>急行>機場急行、-急行-、區間急行>準急行>普通[49]
- 高野線、泉北高速線：※特急「泉北Liner」>※特急「高野」、特急「林間」>快速急行>急行>區間急行>準急行>各站停車[50]

#### 阪急電鐵
阪急電鐵設有4系統。
- 京都線：快速特急A>快速特急、直通特急>特急>通勤特急>快速急行>快速>準急、堺筋準急>普通
- 寶塚線：特急「日生特快」（日语：日生エクスプレス）>通勤特急>急行>準急>普通
- 神戶線、阪急神戶高速線：特急（包含「A特急」）>通勤特急>直通特急（來往神戶方向）、快速急行>急行>直通特急（來往寶塚方向）、準急[注釋 25]>通勤急行>普通
- 今津線（今津北線）：直通特急（來往寶塚站）>急行（臨時列車）>準急・普通

#### 能勢電鐵
能勢電鐵設有1系統。
- 特急「日生特快（日语：日生エクスプレス）」>普通

#### 阪神電氣鐵道
阪神電氣鐵道設有3系統。
- 阪神本線：區間特急>直通特急（日语：直通特急 (阪神・山陽)）、特急>快速急行>急行>區間急行>普通
- 阪神難波線：快速急行>準急、區間準急・普通
- 阪神神戶高速線：直通特急（紅色）（日语：直通特急 (阪神・山陽)）[注釋 26]>S特急>直通特急（黃色）（日语：直通特急 (阪神・山陽)）[注釋 26]、阪神特急、普通

#### 山陽電氣鐵道
山陽電氣鐵道設有1系統。
- 本線：直通特急（紅色）（日语：直通特急 (阪神・山陽)）[注釋 26]>特急>直通特急（黃色）（日语：直通特急 (阪神・山陽)）[注釋 26]>S特急>阪神特急、普通

#### 神戶電鐵
神戶電鐵設有2系統。
- 神戶高速、有馬、三田線、公園都市線系統：特快速>急行>準急>普通
- 粟生線系統：快速>急行>準急・普通

#### WILLER TRAINS（京都丹後鐵道）
京都丹後鐵道設有1系統。
- ※特急>特急列車快速區間>快速>普通

### 中國、四國地方
於中國、四國地方運行的私鐵。

#### 一畑電車
一畑電車設有2系統。
- 北松江線：通勤特急「Super Liner」>急行「出雲大社號」=急行[注釋 27]>普通
- 大社線：急行「出雲大社號」>急行>普通

#### 土佐黑潮鐵道
土佐黑潮鐵道設有1系統。
- 後免·奈半利線：快速>普通

### 九州地方
於九州地方運行的私鐵。

#### 西日本鐵道
西日本鐵道設有1系統。
- 天神大牟田線　特急>急行>普通

#### 肥薩橙鐵道
肥薩橙鐵道設有1系統。
- 快速「超級橘色」>快速「Ocean Liner薩摩」>普通

#### 松浦鐵道
松浦鐵道設有1系統。
- 快速>普通

#### 島原鐵道
島原鐵道設有1系統。
- 急行>普通

## 注腳